# Крстичевич, Мишо
Мишо Крстичевич (сербохорв. Mišo Krstičević / Мишо Крстичевић; род. 19 февраля 1958, Меткович) — югославский футболист, хорватский футбольный тренер.

## Биография

### Клубная
Футболом начал заниматься в городе Плоче в составе команды «Ядран». В 1978 году дебютировал в основном составе сплитского «Хайдука». Всего сыграл 206 матчей и забил 34 гола. Стал последним игроком «Хайдука», который забил гол на старом стадионе клуба: это случилось 5 сентября 1979 в матче против «Динамо» из Загреба. С 1983 по 1985 год выступал за мостарский «Вележ», карьеру завершил в немецком «Рот-Вайссе» из Оберхаузена.

### В сборной
В сборной Югославии сыграл 7 игр и забил один гол в ворота сборной Румынии. Выиграл Средиземноморские игры 1979 года, с командой стал 4-м на Олимпиаде в Москве.

### Карьера тренера
Тренировал такие команды, как свой первый клуб «Ядран» из Плоче, «Трогир» и «Тирану», в которой ранее работал помощником Блажа Слишковича. В сплитском «Хайдуке» занимал должность помощника тренера, потом молодёжного тренера: его молодёжная команда на Кубке Кароля Войтылы одержала победу в 2011 году, выиграв в финале у молодёжи итальянской «Ромы» со счётом 4:1. Главным тренером «Хайдука» стал благодаря помощи Красимира Балакова.
С 2015 по 2020 год работал в Иране.